# 17. siječnja u Drugom svjetskom ratu
Drugi svjetski rat po nadnevcima: 17. siječnja u Drugom svjetskom ratu.

### 1945.
- Ulaskom Crvene armije u grad započelo oslobođenje Varšave.